# Huangjia, Chongqing
Huangjia (kinesiska: 黄家) är en köping i sydvästra Kina. Den ligger i Pengshui härad i storstadsområdet Chongqing, omkring 150 kilometer öster om det centrala stadsdistriktet Yuzhong. Antalet invånare är 11 900. Befolkningen består av 5 684 kvinnor och 6 216 män. Barn under 15 år utgör 26,0 %, vuxna 15-64 år 58 %, och äldre över 65 år 15,0 %.